# Storfjället
För andra betydelser, se Storfjället (olika betydelser).
Storfjället (sydsamiska Baelhtere) är en fjälltopp i Oviksfjällen i Jämtlands län. Höjden är 1260 m ö.h.